# 朱印 (神社仏閣)

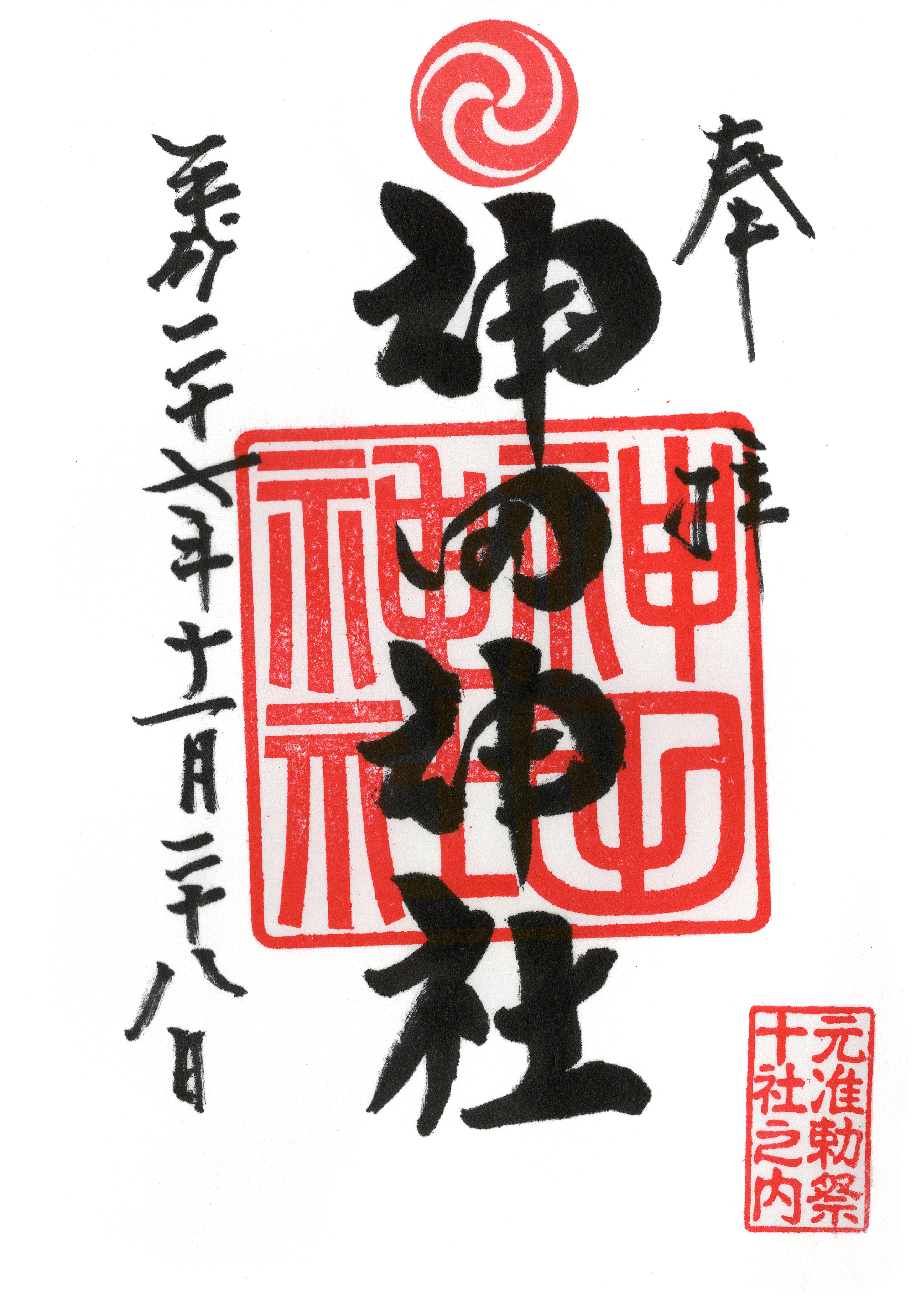
神田明神の御朱印

朱印（しゅいん）は、主に日本の神社や寺院において、主に参拝者向けに押印される印章、およびその印影。敬称として御朱印（ごしゅいん）とも呼ばれる。

## 意義
本来は「御納経御朱印」 などと呼ばれ、経典を写経したものを寺院に納めた代わりに証として受ける領証（証明印）であった。そのため朱印を受けることを「納経」ともいう。現在でも納経（写経の奉納または読経）をしないと朱印がもらえない寺院が存在する。
現代では朱印は納経とかかわりなく参詣の証明となっている。朱印はその寺院の御宝印に寺号印や山号印を組み合わせて押印したもので、上から尊号や法語などが墨書されることが多い。社寺名や神仏名などのほか参拝日や「奉拝」などの文字が書かれることも多く、一般的にはその墨書も含めて「朱印」と呼ばれる。他にも社務所・寺務所や宮司・住職の印、そのほか霊場の札番号や祭事など追加の印が押されることもある。
複数の朱印の印影を集めることを集印（しゅういん）といい、朱印を押印し集印するための専用の帳面を朱印帳（しゅいんちょう）、御朱印帳（ごしゅいんちょう）、納経帳（のうきょうちょう）、集印帳（しゅういんちょう）と呼ぶ。大正時代ごろに生まれた屏風折（折り本）にして両側に固い表紙をつけた形式のものと、古くからある和綴じ（和装本）のものが多く、社寺、神仏具店や文房具店、書店などで販売されている。
一般的には朱印帳を寺に持参して社寺に規定料金を支払い寺院から印を受ける。「お気持ちをお納め下さい」として金額を明示しない場合もある。この場合、「志納」という。また、服装に輪袈裟や白衣姿などでないと応じない寺院、事前に電話やインターネット等での連絡が必要な社寺もある。
朱印は印・墨書に社寺名や神仏名、寺院の朱印の場合は仏そのものを表しているとされる梵字（種子）が入っていることも多いことから、社寺で授与されるお札などと同等とされ、粗末に扱うべきではないとされる。実際、朱印帳を普段は神棚や仏壇に上げているという人も少なくない。
同様の理由で正式な朱印帳を持参しない場合、スタンプ帳やメモ用紙、ガイドブックの余白などには朱印を拒絶している社寺もある。このような場合は社寺が用意している一枚物の紙に押印して貰える（いわゆる「書き置き」）場合もある。朱印をする社寺は朱印帳を授与していることも多い。オリジナルの朱印帳を用意している社寺もあり、これを収集する人もいる。
「記念スタンプ」とは違い、社寺の職員や神職、僧侶、氏子などの手によって押印し、参拝者側が自由に押印できないのが一般的である。ただし、無人あるいは無人となることが多い寺院や神社の場合は、参拝者がみずから押せるように印章が置かれている場合や、書き置き朱印の完成品が用意されている場合もある。

## 構成

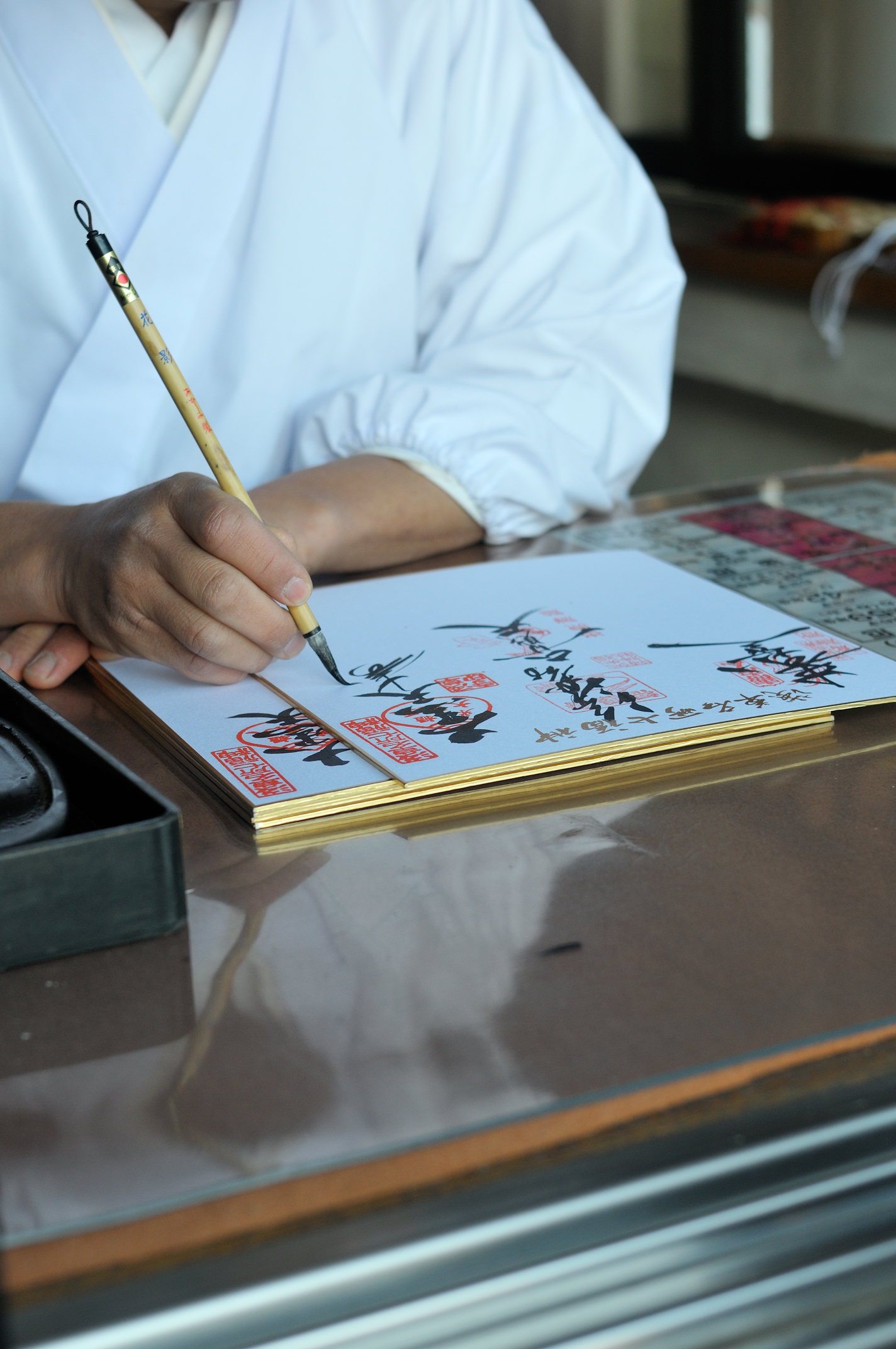
御朱印に墨書しているところ（浅草寺）

単なる印だけの場合や、印に「奉拝」などの文字だけや、日付だけを墨書する場合もある。
なお、社寺名・神仏名の入った墨書風の印章（スタンプ）を押すいわゆる「版木押し」であったり、事前にあらかじめ「書き置き」した別紙、または墨書や版木押しを複写した（印刷した）別紙を渡される、もしくは貼り付けられる社寺もあるが、これらは江戸時代初期にはすでに存在している。他にも霊場の場合は、印刷された台紙に印のみを押す場合、紙ごと差し込む場合などもあり、こちらも古くから存在するものである。いずれにせよ、朱印としての価値は変わらないとされる。
全ての社寺で行われているわけでは無い。無人の社寺では基本的に行っていない場合が多く、有人の社寺でも最初から受け付けていなかったり、以前は行っていたもののやめてしまったりしている場合もある。やめてしまう理由としては、対応者の多忙や死去、朱印の破損や盗難、後述するブームに伴うトラブル回避などが上げられる。
西国三十三所霊場詣や四国八十八箇所霊場詣、他にも社寺何ヶ所か合わせての七福神めぐりに代表される霊場巡り等の場合には、専用の朱印帳や用紙、色紙、掛軸などが用意されていることもある。四国八十八箇所詣などの霊場巡りでは、巡礼中に着ている白衣（びゃくえ）に御朱印をもらう場合もある。また、霊場には再度参拝した時に、以前いただいた朱印に対して少しずらして再度印を押す重ね印を行う場合もある。
朱印はひとつとは限らず複数扱う社寺もある、神社によっては摂末社や兼務神社の朱印、寺院によってはご詠歌や仏堂、仏像ごとにもらえることもある。また、年中行事や秘仏の御開帳、特別公開期間などに合わせて特別な朱印にすることもあり、複数の霊場を兼ねる社寺では霊場ごとに別の朱印が用意されていることもある。
近年は金泥・銀泥を使ったり、カラフルな和紙を使ったり切り絵にしているなど、従来とは異なる朱印も増えている。

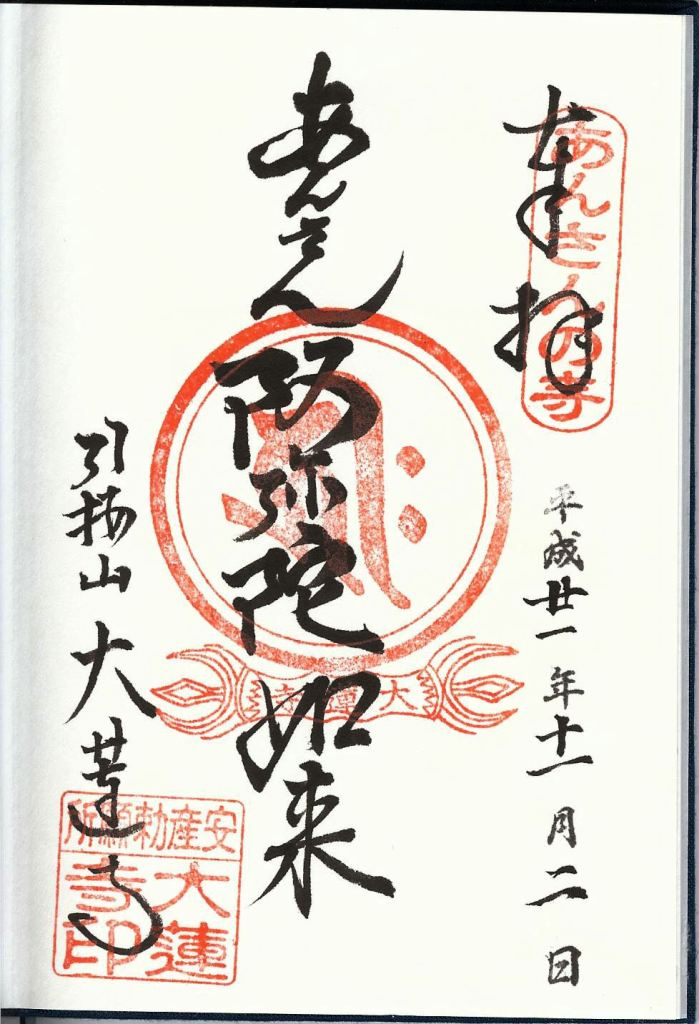
洛陽三十三所観音霊場大蓮寺の御朱印「阿弥陀如来」
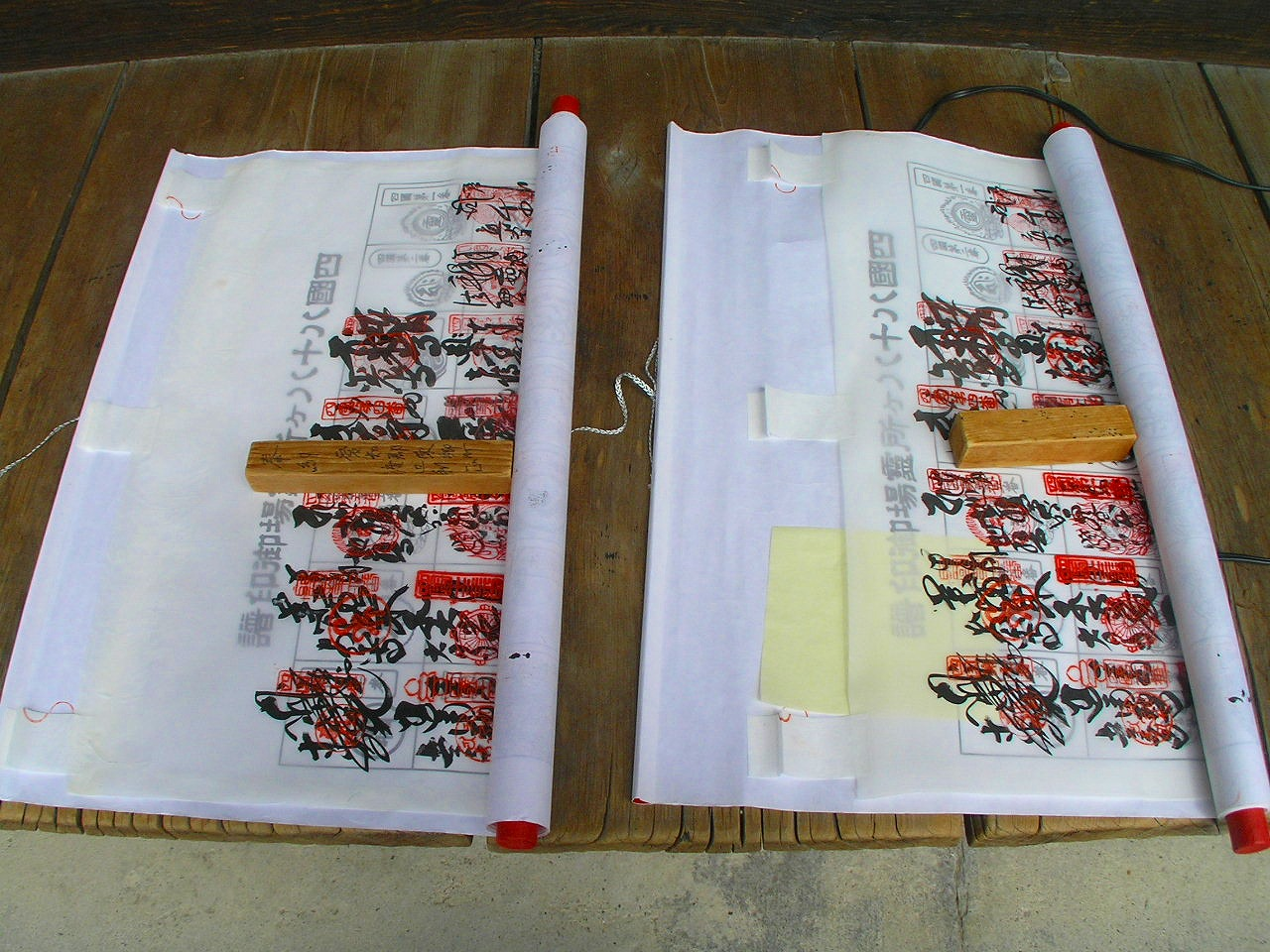
四国八十八箇所御印譜
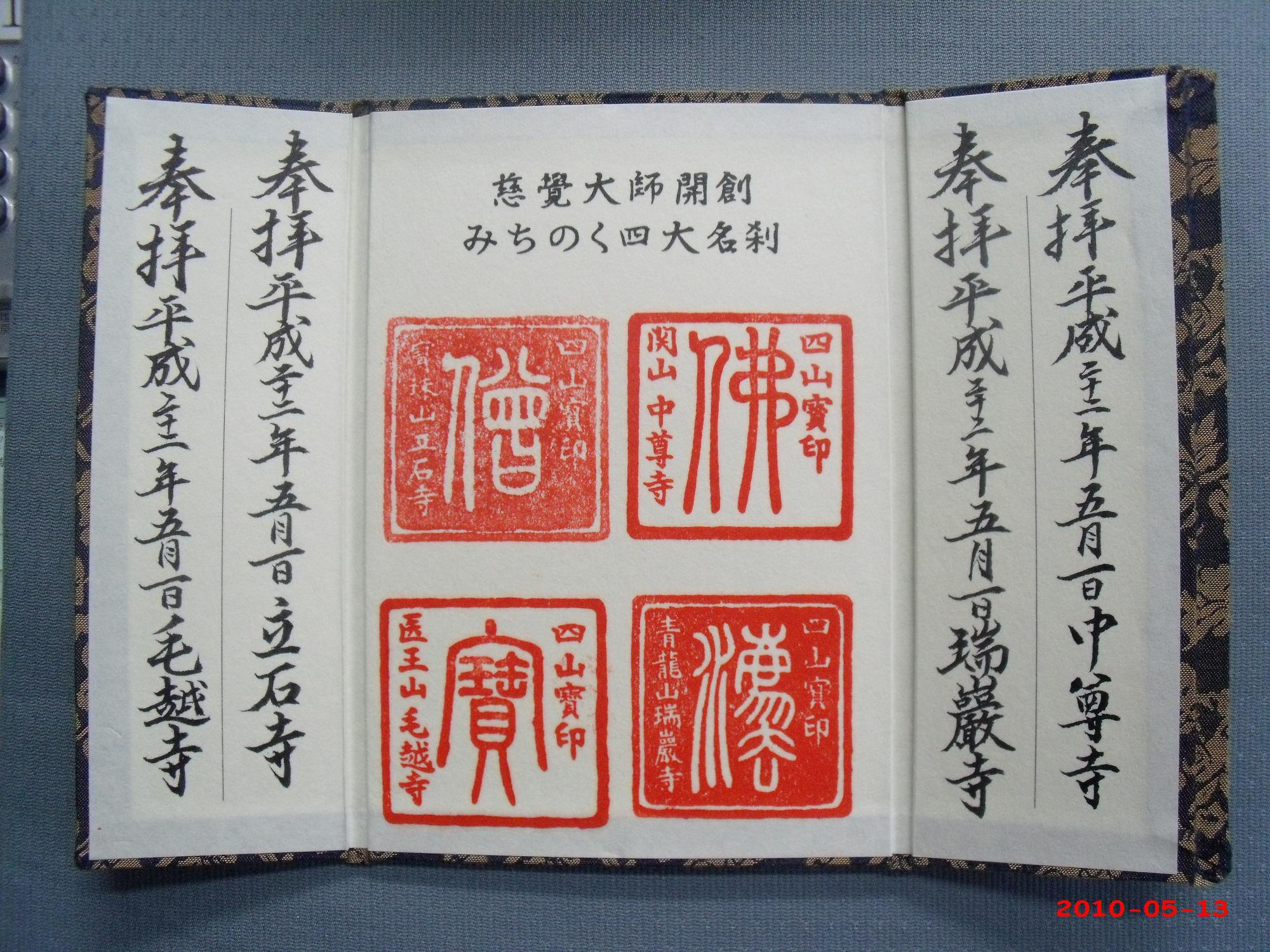
四寺廻廊の御朱印帳
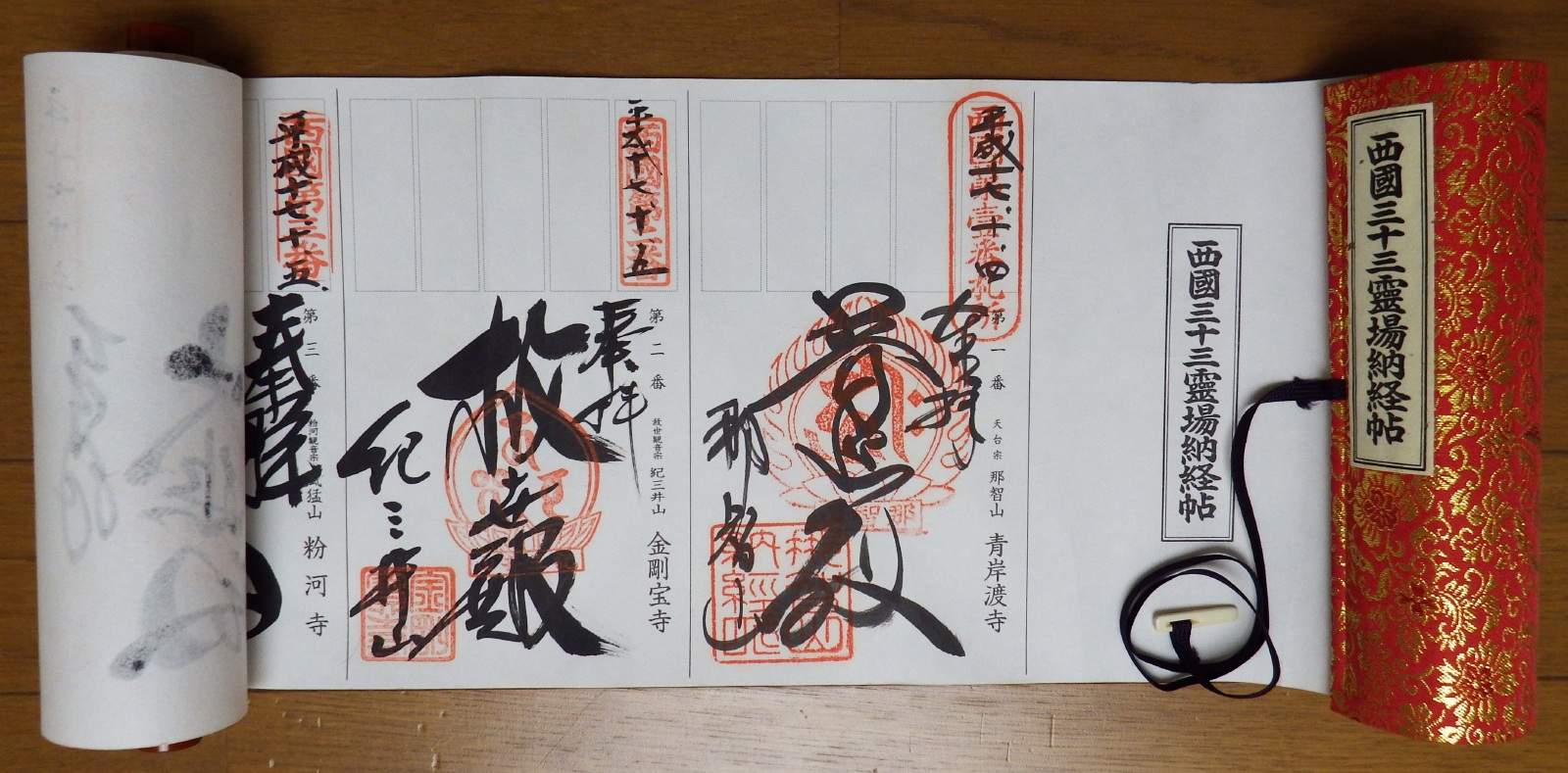
西国三十三所の先達用の軸装納経帳

## 宗教・宗派と朱印

### 各社寺
神仏分離の影響で、御朱印帳に神社と寺院の朱印が混在している場合、押印を断る社寺も存在する。
法華宗、日蓮宗の不受不施義の考えが色濃い寺院では一般的に御首題が押印される。御首題帳へ他宗派や神社の朱印が混在している場合は断られる場合が多い。他宗派の朱印が書かれた朱印帳にはお題目の「南無妙法蓮華経」を略されて、「妙法」などとしか書かなかったり、拒否する寺院もある。もちろん、神仏などの御朱印を行っているところもある。
教派神道の神社でも御朱印を行っていることは多い。現代では教派神道ではないとされる新宗教でも行われていた場合もある。
日本以外では、寺院においては記念スタンプがある国もあるが、朱印は存在しない。観光会社の企画として韓国の寺院で朱印が行われたことはある。そもそも海外に神社は少ないが、神社においては朱印が行われている場合もある。

### 浄土真宗・真宗と朱印
浄土真宗には親鸞の旧跡などを参拝する「巡拝帳」と呼ばれるものがあり、納経印とは違い朱印に功徳はなく、「参拝記念」の証という意味付けになっている。
しかし、昭和60年代以降、浄土真宗本願寺派や真宗大谷派の多くの寺院では参拝者に朱印を押印しなくなった。これについては真宗大谷派では「1回行って朱印を手に入れたら2度と行かないとも取れる朱印は不要」という意味のことがHPにかかれている。浄土真宗本願寺派の現在のHPには「本願寺では御朱印は行っておりません。参拝記念スタンプを龍虎殿にご用意しております」と簡単に触れられているが、以前のHPには「朱印は元々納経という自力の行を行った証のものであるので、他力本願を旨とする本願寺では行わない」という意味の記載があった。
一方、興正派、佛光寺派、高田派、東本願寺派、単立寺院をはじめ、他派の寺院では朱印を継続している場合もある。

### その他の施設

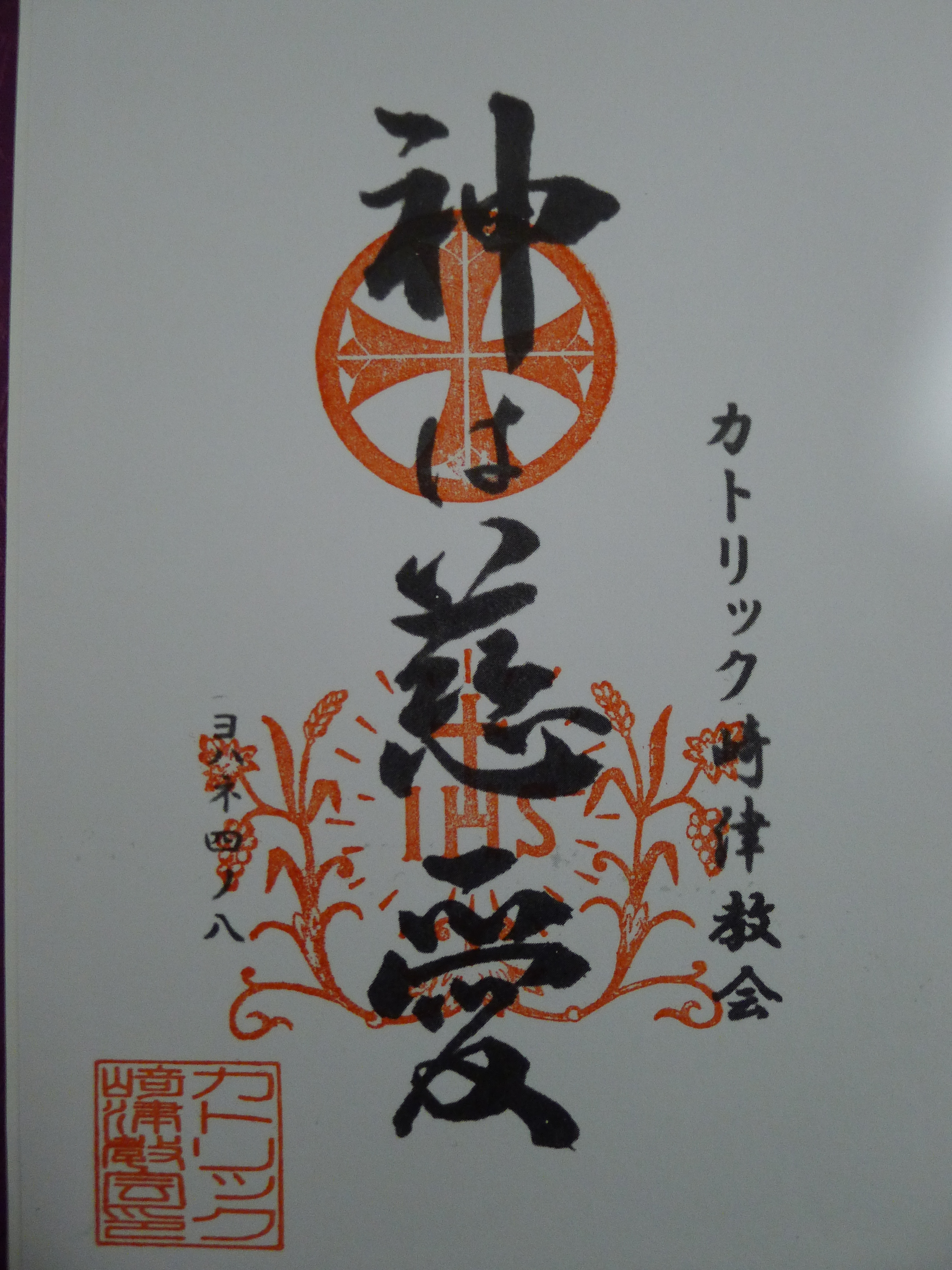
﨑津教会の御朱印

キリスト教においては基本的に御朱印は存在しない。2018年に全国で初めて、熊本県天草市の崎津教会で世界遺産（長崎と天草地方の潜伏キリシタン関連遺産）登録を記念し神道・仏教・キリスト教の三宗教合同の御朱印が行われた。
寺社以外の宗教施設では、孔子廟や慰霊施設でも御朱印が存在する場合がある。
厳密には御朱印ではないが、天皇陵（御陵）において御陵印（ごりょういん）が存在する。これは各天皇陵に置かれているのではなく、全国5ヶ所に点在する宮内庁陵墓監区事務所に、それぞれ複数の印が一括で保管されている。従って、御陵印を求める場合は陵墓監区事務所を直接訪問する必要があり、また自らが押印するという点も御朱印とは異なる。

## トピック

### 御朱印ブーム
2010年代中頃からは御朱印収集が脚光を浴び、観光協会や旅行会社・鉄道会社などが御朱印を素材としたイベントやツアー・関連グッズを販売する事例があるほか、期間限定のものや珍しい御朱印・御朱印帳がインターネットオークションで高値で転売されるなどの問題も起きている。そのため、「書き置き」の別紙による授与の中止や納経料・初穂料の値上げを行う寺社も出てきている。また、ブームによって対応が困難になったり、ブームを嫌い、御朱印自体をやめる、あるいは中断している寺社もある。
一方、寺社の中には御朱印や授与品などを通じた自己表現に力を入れている神社もある。宗教の商品化とみる批判的な声もあるが、寺院は檀家、神社は氏子によって成り立ってきたものの、少子化や高齢化、都市化などを背景に寺社の維持は困難になってきており、寺社が所有する敷地をマンションや駐車場に転換して経営するよりも寺社での授与品や御朱印、境内のデザインに工夫を凝らすほうが本来的な取り組みであるという意見もある。
なお、2020年以降、新型コロナウイルス感染症（COVID-19）の流行に伴い、寺社での朱印授与を休止したり、時間を短縮している寺社がある。

### 各種記念印の収集

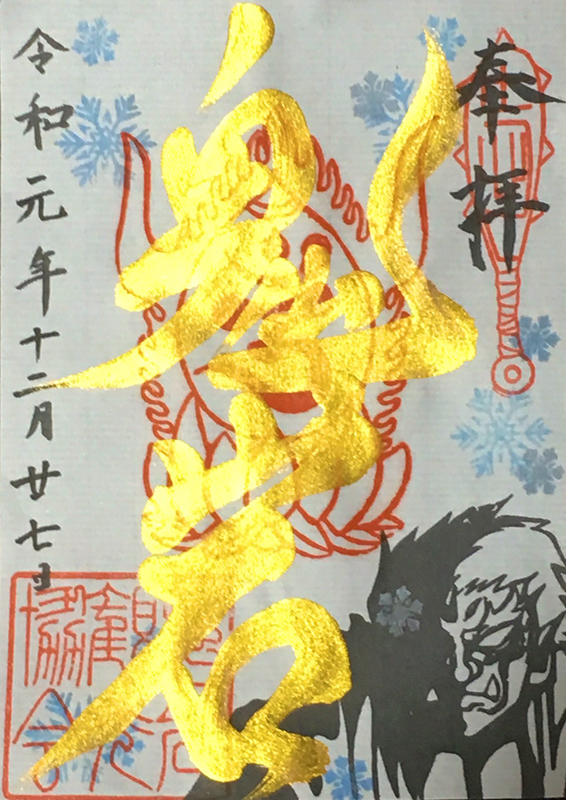
鬼岩公園の金の御朱印

寺社の「御朱印」になぞらえた記念印が各地に設置されるようになり、城郭に置かれる「御城印」、書店に置かれる「御書印」、第三セクター地方鉄道会社による「鉄印」、国内旅客船事業社による「御船印」、空港に置かれる「御翔印」、酒蔵に置かれる「御酒印」、温泉に置かれる「御湯印」、古墳に置かれる「御墳印」、宿場町に置かれる「御宿場印」、花屋に置かれる「御花印」、競馬場に置かれる「御駿印」、水族館に置かれる「魚朱印」などがある。

### 御書印プロジェクト
2020年3月には小学館と小学館パブリッシング・サービスが事務局を務める 「書店と人を結ぶ」御書印（ごしょいん）プロジェクトが始動した。 「御朱印」の書店版としてスタートし、「御書印帖」にお店をイメージした大きなオリジナル印を含む3つの印が捺され、訪問日や各書店からのメッセージ、書店が選んだ本の一節を書き添えられる。2025年3月時点で参加店舗は全都道府県と台湾にあり、参加店数は560店を超えた。

### 切り絵御朱印発祥の寺
1200年の歴史を持ち弘法大師・空海も訪れたとされ、日本三大厄除け開運大師の一つを構成する埼玉厄除け開運大師・龍泉寺が「日本の切り絵御朱印発祥の寺」とされる。もともと檀家向けの記念品であった「切り絵御朱印」を、2017年にデザインを一新し、参拝者に授与するようにしたところ、繊細な美しさが話題になり、2022年の正月には初詣限定「切り絵御朱印」を手に入れるため、4時間もの行列ができるほどの人気化し、その後全国に広がった。